# 特利科鎮區 (阿肯色州聖弗朗西斯縣)
特利科鎮區（英語：Telico Township）是位於美國阿肯色州聖弗朗西斯縣的一個行政鎮區。

## 地方資料
特利科鎮區的面積為93.48平方千米，當中陸地面積為93.29平方千米，而水域面積為0.19平方千米。根據2010年美國人口普查的數據，當地共有人口2125人，而人口密度為每平方千米22.73人。